# Piussa
Piussa (en francès Pieusse) és un municipi del departament de l'Aude, a la regió d'Occitània. El 2021 tenia 962 habitants.